# Prezident Kypru
Prezident Kypru, oficiálně prezident Kyperské republiky (řecky Πρόεδρος της Κυπριακής Δημοκρατίας, turecky Kıbrıs Cumhuriyeti Cumhurbaşkanı), je hlavou státu a předsedou vlády Kypru, jakožto i vrchním velitelem Kyperské národní gardy. Úřad byl zřízen ústavou z roku 1960 poté, co Kypr získal nezávislost na Spojeném království.
Spojení funkce hlavy státu a vlády je mezi členskými státy Evropské unie jedinečné a Kypr je tak jediným státem EU s plně prezidentským systémem vlády.
Ústava, která byla vyjednána během Londýnské a curyšské dohody, rozdělila moc mezi kyperské Řeky a kyperské Turky. Prezidentem může být zvolen příslušník etnika kyperských Řeků, který dosáhl věku 35 let. Funkční období trvá pět let a v souladu s třináctým dodatkem ústavy nemůže žádná osoba vykonávat funkci více než dvě po sobě jdoucí období.
Od února 2023 je prezidentem republiky Níkos Christodúlídés.